# یواس‌اس هیست (۱۸۹۵)
یواس‌اس هیست (۱۸۹۵) (به انگلیسی: USS Hist (1895)) یک کشتی بود که طول آن ۱۷۴ فوت (۵۳ متر) بود. این کشتی در سال ۱۸۹۵ ساخته شد.